# Albert Amlacher
Albert Amlacher (n. 27 decembrie 1847, Orăștie, Imperiul Austriac – d. 14 ianuarie 1939, Orăștie, Hunedoara, România) a fost un istoric român, scriitor de limba germană din România.

## Viața și activitatea
Albert Amlacher s-a născut la 27 decembrie 1847, în Orăștie (Broos), într-o familie de emigranți din regiunea Amlach, din Austria, care s-a stabilit, pe la mijlocul secolului al XVIII-lea în zona Orăștiei.
Între anii 1855-1858 urmează cursurile Școlii Confesionale Evanghelice din orașul natal. Frecventează cursurile Liceului Evanghelic Săsesc din Sibiu (1859-1863), și ale Liceului Evanghelic Săsesc din Sighișoara (1864-1867) unde îl întâlnește pe Josef Haltrich care i-a fost profesor. A fost student la "Herzoglich-Sächsische Gesamtuniversität" din Jena unde a studiat filosofia și teologia protestantă (1968) la Facultatea de Filozofie și Teologie; pe urmă a fost student la Universitatea Friedrich Wilhelm "König Friedrich Wilhelm Universität", Berlin (1869). În anii 1870-1871 se înrolează ca voluntar la războiul franco-german. Își contunuă studiile la "Herzoglich Badische Ruprecht - Carolinische Universität", Heidelberg (1871). Primește doctoratul în filozofie și magistru în arte libere (1872). 
S-a reîntors în orașul său din Transilvania în 1873, unde intră în învățământ la Orăștie. Director adjunct la Școala Confesională Germană din Orăștie (1874). În 1875 a refuzat o catedră, respectiv conducerea liceului din Speyer (Germania), deși ar fi primit un salariu de 20 de ori mai mare decât la Orăștie. Obține diploma în Teologie (1877). Membru fondator al Asociației Carpatine (Karpatenverein) (1880), care încearcă să antreneze intelectualii și alte categorii sociale în activitatea de turism. În semn de prețuire pentru activitatea depusă, cabana de pe muntele Șureanu s-a numit la începutul secolului, cabana "Albert Amlacher". Ocupă al doilea post de predicator la Sebeș (1882). Este ales apoi preot evanghelic la Romos (jud. Hunedoara) (1891) și Orăștie. Membru de onoare al Asociației Cercetătorilor în Istoria Austriei (1894). Membru de onoare al Asociației Istorice și Arheologice a Comitatului Hunedoara (1897). Este menționat în "Lexiconul scriitorilor", editat de Dr. Friedrich Schuller (1902). În 1924 este pensionat ca preot și se retrage la Orăștie.
Se remarcă prin scrieri istoriei a localităților din sudul Transilvaniei și a editări de documente. 
Moare la 14 ianuarie 1939, la venerabila vârstă de 92 ani.
A colaborat la aproape cincizeci de publicații în limba germană, română și maghiară din care amintim câteva: Amicul Familiei (Gherla), Familia, Telegraful român (Sibiu), Gazeta Transilvaniei, Berliner Tageblat, Prager Presse, Frankfurter Zeitung, Szásváros és Vidéke. În domeniul prozei scurte, schițe și nuvele, a scris 46 de titluri în limba germană. Cele mai importante lucrări rămân cele istorice tot în germană: Ein urkundlicher Beitrag ältesten Geschichte des Brooser Kapitels (Contribuție la istoria cea mai îndepărtată a construcției bisericești din Orăștie), Die Türkenschlacht auf dem Brotfelde (Lupta cu turcii pe Câmpul Pâinii), Aus der "guten alten Zeit" (Din "îndepărtatele vremuri bune" ale unui oraș săsesc), Urkundenbuch zur Geschichte der Stadt und des Stuhles Broos (Culegere de documente cuprinse la istoria orașului și a Scaunului Orăștiei), Rumes. Aus Vergangenheit und Gegenwart einer siebenbürgisch-säschsischen Dorfsgemeide (Romos. Din trecutul și prezentul unei comunități săsești în Ardeal). A mai publicat o serie de descrieri ale călătoriilor sale în munți.
Albert Amlacher rămâne o personalitate remarcabilă a culturii săsești din Transilvania și un istoric care a pus pe primul loc Orăștia și Scaunele Săsești.

## Lucrări
- In der Heideschenke. Vier Erzählungen (În Heideschenke. Patru povestiri), Dresden/Leipzig [fără an]
- Damasus Dürr. Ein evangelischer Pfarrer und Dechant des Unterwälder Kapitels aus dem Jahrhundert der Reformation, Hermannstadt 1883. (Damasus Dürr: pastor protestant și decan al Capitlului Unterwald în secolul Reformei, Sibiu 1883.)
- Ein urkundlicher Beitrag zur ältesten Geschichte des Brooser Kapitels, Hermannstadt 1876, (Separatum: Archiv des Vereins für siebenbürgische Landeskunde N. F. 13, 1876, H. 2). (O contribuție documentară la cea mai veche istorie a capitlului Orăștie , Hermannstadt 1876, (Separatum: Archives of the Society for Transylvanian Cultural Studies NF 13, 1876, nr.2).
- Die Türkenschlacht auf dem Brotfeld (Bătălia cu turcii la Câmpul Pâinii), Hermannstadt [Sibiu] 1879.
- Aus der „guten alten Zeit“ einer Sachsenstadt. Beiträge zur Geschichte der Stadt Broos im ersten Viertel des siebenzehnten Jahrhunderts (1600-1628), Hermannstadt s. d., (Separatum). (Din „vremurile bune” ale unui oraș săsesc. Contribuții la istoria orașului Orăștie în primul sfert al secolului al XVII-lea (1600–1628), Hermannstadt sd, (Separatum).
- Urkundenbuch zur Geschichte der Stadt und des Stuhles Broos bis zum Übergang Siebenbürgens unter Erbfürsten aus dem Hause Österreich (1690), [Culegere de documente despre istoria orașului și scaunului Orăștie până la trecerea Transilvaniei sub principii ereditari ai Casei de Austria (1690)], Hermannstadt [Sibiu], 1879.[3]
- Rumes. Aus Vergangenheit und Gegenwart einer siebenbürgisch-sächsischen Dorfsgemeinde, Hermannstadt, 1912. (Romos. Din trecutul și prezentul unei comunități săsești transilvănene, Sibiu, 1912).

## Legaturi externe
- Albert Amlacher